# كانغ تا
الاسم الحقيقي: آهن شيل هيون (هانغل: 강타)
ولد في 10 أكتوبر 1979 واكتشقت موهبته عندما كان عمره 13 عاما فقط..
مغني كوري جنوبي منفرد.. كان المغني الرئيسي لفرقة (H.O.T (High-five of Teenagers التي نشأت عام 1996-2001..
مؤلف وملحن.. كتب أكثر من 100 أغنية لفرقة H.O.T وأيضا للعديد من الفرق والمغنين المنفردين..
بعد حل الفرقة في مارس عام 2001 فاجأ كانغ تا الناس بغنائه منفردا وأطلق سراح ألبومه الأول Polaris.. تبعها ألبومه الثاني Pinetree عام 2002..
في 2006 اختير كانغ تا المركز الثاني لأفضل مغني كوري.. وصدر استطلاع في الإنترنت وفقط يسمح للناس خارج كوريا التصويت وحصل كانغ تا على المركز الثاني..

## الألبومات
Polaris عام 2001
Pine Tree عام 2002
Persona عام 2005
Kangta & Best عام 2005
Eternity عام 2008
Breaka Shaka عام 2010

## وصلات خارجية
- كانغ تا على موقع IMDb (الإنجليزية)
- كانغ تا على موقع ميوزك برينز (الإنجليزية)
- كانغ تا على موقع ديسكوغز (الإنجليزية)
- كانغ تا على موقع قاعدة بيانات الفيلم (الإنجليزية)